# Hồng Đồng
Hồng Đồng (chữ Hán giản thể: 洪洞县, âm Hán Việt: Hồng Đồng huyện) là một huyện thuộc địa cấp thị Lâm Phần, tỉnh Sơn Tây, Cộng hòa Nhân dân Trung Hoa. Sông Phần chảy từ bắc xuống nam xuyên qua huyện này. Huyện Hồng Đồng có 800.000 người. Huyện lỵ đóng ở trấn Đại Hoè Thụ. Huyện này có chùa Quảng Thắng Tự nổi tiếng.
Huyện Hồng Đồng có 2 trấn và 14 hương.
- Trấn: Đại Hoè Thụ, Triệu Thành.
- Hương: Triệu Thành, Hưng Đường Tự, Minh Khương, Quảng Thắng Tự, Tô Bảo, Khúc Đình, Yêm Để, Cam Đình, Tân Thôn, Long Mã, Vạn An, Đề Thôn, Lưu Gia Viên, Sơn Đầu, Hữu Mộc.